# Zbór kalwiński w Nowotańcu
Zbór kalwiński w Nowotańcu (Gmina Bukowsko) – historyczny zbór kalwiński powstały w XVI wieku, założony przez rodzinę Wzdowskich ze Wzdowa- Zofię, która wniosła te dobra poprzez małżeństwo do kalwińskiej rodziny Stanów. Zbór ten funkcjonował do ok. 1717 roku kiedy dobra sprzedano katolikowi Józefowi Bukowskiemu.

## Historia Protestantyzmu
W latach 1558 pod wpływem szerzącej się w Małopolsce reformacji w Nowotańcu powstał zbór kalwiński tzw. helwecki
Akta biskupie diecezji przemyskiej pod datą 29 listopada 1558, podają, że Hieronim Stano od 1552 roku wraz z żoną oraz dziećmi nie spowiadał się i nie przyjmował Komunii Św. Natomiast, czytał Postylla Reya potępione na synodzie piotrkowskim. Jego brat Andrzej był w tym czasie proboszczem parafii w Nowotańcu, lecz na skutek sprzyjaniu reformacji został w listopadzie 1558 roku odsunięty od posługi. Z tych też przyczyn oraz za zniesienie kościoła katolickiego i zamienienie go na zbór kalwiński, w dniu 10 sierpnia 1559 roku biskup Dziaduski obłożył Hieronima ekskomuniką. Hieronim Stano był wiernym wyznawcą kalwinizmu do końca życia.
W roku 1653 patronami zboru kalwińskiego są synowie Pawła Brzeskiego, Wacław i Paweł, szwagrowie Stanisława Lubienieckiego, którzy widać przeszli na kalwinizm. O zborze kalwiński wzmiankują często akta synodalne Jednoty Małopolskiej z XVII wieku np. synod we Włodawie w roku 1664. W 1698 r. odbywał się jeszcze w Nowotańcu synod kalwiński.
Na przełomie XVII i XVIII wieku opiekunem zboru był Aleksander Michał Stano właściciel Nowotańca.  W roku 1717 w wyniku utraty wpływów przez protestantów oraz porażki stronnictwa proszwedzkiego Stanowie sprzedają Nowotaniec oraz przyległe wsie katolikowi, łowczemu lwowskiemu, Józefowi Bukowskiemu za kwotę 52 370 złp, który zobowiązany jest również spłacić siostrę Stanów w kwocie 9500 złp. On też zamknął zbór kalwiński.

### Zbór kalwiński
Ks. Andrzej Stano, brat Hieronima, pełniąc obowiązki katolickiego proboszcza parafii w Nowotańcu, na skutek sprzyjaniu reformacji zostaje w listopadzie 1558 roku odsunięty od posługi. Z tych też przyczyn oraz w dalszej konsekwencji, za zniesienie kościoła katolickiego i zamienienie go na zbór kalwiński Hieronim Stano zostaje objęty ekskomuniką w roku 1559. (W tym samym czasie zbory powstawały m.in. w pobliskich Dudyńcach, Jaćmierzu, Króliku Polskim, Rymanowie i Zarszynie. W 1613 r. protestanci oddali katolikom świątynię, budując nową. Według tradycji miejscowej budynek zboru zniszczony podczas pożaru Nowotańca w roku 1711, stał prawdopodobnie w miejscu stodoły plebańskiej "w czasie wojny bolszewicko-niemieckiej dnia 11 sierpnia 1944 spalonej". Z późniejszych wzmianek wynika, że nabożeństwa odbywały się w zamku Stanów, aż do sprzedaży miejscowości przez rodzinę Stanów.

### Duchowni
Pierwszym pastorem zboru Stanowie wybrali Jakuba ze Strzyżowa,  (ekskomunikowany 1 lipca 1558, poprzednio był pastorem Balów w Hoczwi). 
1561 Adam Stano, 
1586 Klemens 1586, 
1603 Michał
1664 Teodor Różanowicz po synodzie we Włodawie, 
1676 Krotoszyński,
1698 Czamer, 
1707 Wacław Radosz, 
1716-1717 Jan Cassius.